# Leuchtenberg
Leuchtenberg je trhová obec ve vládním obvodě Horní Falc v zemském okrese Neustadt an der Waldnaab v Bavorsku. Obec se nachází v přírodním parku Hornofalcký les.

## Geografie

### Zeměpisná poloha
Leuchtenberg se nachází 15 km jihovýchodně od Weidenu a přibližně 20 km od hraničního přechodu do České republiky Waidhaus-Rozvadov. Leuchtenberg leží na mezinárodní dálnici A6. V blízkém okolí se nachází turisticky atraktivní údolí řek Pfreimd, Lerau a Luhe.
Sousední obce jsou od Severozápadu: Pirk, Irchenried, Vohenstrauss, Tännesberg, Trausnitz a Wernberg-Köblitz.
| Růžice kompasu | Pirk             | Irchenried   | Vohenstrauss | Růžice kompasu |
| Růžice kompasu | Wernberg-Köblitz | Sever        | Vohenstrauss | Růžice kompasu |
| Růžice kompasu | Wernberg-Köblitz | Leuchtenberg | Vohenstrauss | Růžice kompasu |
| Růžice kompasu | Wernberg-Köblitz | Jih          | Vohenstrauss | Růžice kompasu |
| Růžice kompasu | Wernberg-Köblitz | Trausnitz    | Tännersberg  | Růžice kompasu |

Obec Leuchtenberg má 15 místních částí:
- Bernrieth
- Burgmühle
- Döllnitz
- Hermannsberg
- Kleinpoppenhof
- Kleßberg
- Lerau
- Leuchtenberg
- Lückenrieth

- Michldorf
- Preppach
- Sargmühle
- Schmelzmühle
- Schönmühle
- Steinach
- Unternankau
- Wieselrieth
- Wittschau

## Dějiny

### Do 19. století
První písemná zmínka o Leutenbergu pochází z roku 1124. Byl sídlem lankrabat z Leuchtenbergu, významného říšského rodu s kontakty v Čechách. Bohatý rod si zde vystavil výstavný hrad. Leuchtenberská obec byla sídlem horního i dolního soudu a patřila až do vymření roku 1714 rodu Leuchtenbergů, titul i majetky poté přešli na bavorské Wittelsbachy. Bavorský kurfiřt držel titul lankraběte z Leuchtenbergu a připojil část  leuchtenberského erbu do svého vlastního znaku.
V roce 1817 dostal od Maxmiliána I. Bavorského titul vévody leuchtenberského – ovšem bez příslušného majetku Napoleonův nevlastní syn Evžen de Beauharnais, obdarování navrhl Maximilian von Montgelas, majetkem nového vévody mělo být nově vytvořené knížectví Eichstätt. 
Správními reformami v Bavorsku byla dnešní obec Leuchtenberg vytvořena obecním nařízením z roku 1818.
V roce 1842 se velká část města stala obětí požáru.

## Památky
- Hrad Leuchtenberg se tyčí nad stejnojmennou vesnicí. Jde o největší a nejlépe dochovanou zříceninu hradu v Horní Falci. Každoročně od května do srpna pořádá Státní divadlo v Horní Falci na hradu Leuchtenberg divadelní festival. Zámecký komplex je nejnavštěvovanější letním jevištěm v Horní Falci.
- Farní kostel sv. Markéty byl zcela zničen ve třicetileté válce v roce 1621 a znovu požáry v roce 1842 a v roce 1889. Na starých základech původního kostela byl farní kostel sv. Markéty opakovaně obnovován.